# علم نفس الأديان
علم نفس الأديان هو يشير إلى تطبيق طرق علم النفس والإطارات التفسيرية على التقاليد الدينية فضلاً عن الشخصيات الدينية وغير الدينية. ويحاول هذا العلم البحث عن وصف دقيق لتفاصيل ومصادر واستخدامات المعتقدات والسلوكيات الدينية. رغم أن علم نفس الأديان ظهر كأحد فروع المعرفة الذاتية منذ عهد قريب في أواخر القرن التاسع عشر، فإن كل مهمة من هذه المهام الثلاث يرجع تاريخها إلى قرون عدة قبل هذا التاريخ.
وهناك مساحات واسعة من الدين لم يكتشفها علم النفس حتى الآن. في حين يلعب الدين والروحانية دورًا في حياة كثير من الناس، لا يعلم على وجه اليقين كيف تأتي بنتائج إيجابية في بعض الأحيان وسلبية في أحيان أخرى. لذا فإن الأسباب والنتائج التي تنبني عليها هذه المعاني (أو المسببات أحيانًا) تحتاج إلى مزيد من البحث. فالحوار المتواصل بين علم النفس والإلهيات قد يسفر عن تعميق الفهم ويفيد كلا المجالين.

## نظرة عامة
بالمعنى الدقيق للكلمة، يتكون علم نفس الدِّين من تطبيق طرق البحث النفسي والأُطر التفسيرية على المحتويات المتنوعة للتقاليد الدينية بالإضافة إلى تطبيقها على الأفراد المتدينين وغير المتدينين. يمكن تلخيص هذه المجموعة المميّزة من الطرق والأُطر بشكل مفيد مع الأخذ بعين الاعتبار فكرة التمييز الكلاسيكي بين النُهج الطبيعيّة-العلميّة والنُهج الإنسانيّة-العلميّة: تعمل المجموعة الأولى عن طريق إجراءات موضوعيّة وكميّة وتجريبيّة إن أمكن لاختبار الفرضيات المرتبطة بالعلاقات السببيّة بين كائنات مختلفة أثناء دراسة الفرد. في المقابل، يعمل النهج الإنساني-العلمي مع الخبرات البشريّة باستخدام الأساليب النوعية والتفسيرية ودراسة الظواهر، بهدف تمييز العلاقات ذات المغزى عن تلك العلاقات السببية بين الظواهر التي يسعى المرء إلى فهمها.
يتبع علماء النفس الدِّينيون ثلاثة مشاريع رئيسية:
1. الوصف المنهجي، وخاصةً للمكنونات والسلوكيات والخبرات والتعبيرات الدينية.
2. شرح أصول الدِّين، سواءً في التاريخ البشري أو في الحياة الفردية، مع مراعاة مجموعة متنوّعة من التأثيرات.
3. تحديد عواقب السلوك الدِّيني، بالنسبة للفرد وللمجتمع ككل. نشأ علم نفس الدِّين أولًا كأحد الضوابط الذاتيّة للوَعي في أواخر القرن التاسع عشر، ولكن يعود تاريخ هذه المهام الثلاث إلى عدّة قرون قبل ذلك.[1]

كما تُوجد ثلاثة تحديات تواجه علم نفس الدِّين بشكل أساسي:
1. تقديم وصف شامل للأشياء التي نستفسر عنها، سواء تحدثّنا عن محتوى ديني مشترك (على سبيل المثال، طقوس الشعائر الدينية) أو عن تجارب أو مواقف أو سلوكيات فردية.
2. أخذ الظروف النفسية المرافقة لمثل هذه الظواهر بعين الاعتبار، في حال وُجدت في الحياة الفردية.
3. لتوضيح النتائج -الثمار، كما وصفها ويليام جيمس- لهذه الظواهر، على الأفراد والمجتمع. هذه الثمار قد تكون إيجابيّة وسلبيّة في نفس الوقت.

تتطلّب المهمة الوصفيّة الأولى -بطبيعة الحال- توضيح المصطلحات، وقبل كل شيء، مصطلح الدِّين. أكدّ مؤرّخو الدِّين منذ وقت طويل على الطابع الإشكالي لهذا المصطلح، مشيرين إلى تغيّر استخدامه على مر القرون بطرق مختلفة، وبشكل عام تغير طرق تجسيده. كان علماء النفس الدِّينيون الأوائل مدركين تمامًا لهذه الصعوبات، وعادةً ما أقرّوا بأن التعاريف التي اختاروا استخدامها كانت تعسفيّة إلى حدّ ما. مع تزايد الاتجاهات الإيجابيّة في علم النفس على مدار القرن العشرين، ولا سيّما المُطالبة بتحليل جميع الظواهر عبر الإجراءات الكميّة، طوّر علماء النفس الدِّينيون العديد من المقاييس، وطُوّر معظمها للاستخدام مع المسيحيين البروتستانت. اُستخدم تحليل العوامل من قبل علماء النفس وعلماء اجتماع الدينيين على حد سواء، لإنشاء مجموعة ثابتة من الأبعاد ومجموعة من المقاييس. يبقى تأييد هذه الجهود وتقدير درجة كفايتها، خاصةً في ضوء وجهات النظر البنّاءة وغيرها من وجهات النظر الحديثة، موضوعًا للنقاش.
ظهر في العقود القليلة الماضية، لا سيّما بين علماء النفس السريريين، تفضيل لمصطلح «الروحانية»، بالتزامن مع الجهود المبذولة لتمييزهما عن مصطلحات «الدِّين» و «الدِّيني». ولا سيما في الولايات المتحدة، يرتبط «الدّين» بالنسبة للكثيرين بالمؤسسات المذهبيّة وعقائدها وطقوسها الإلزاميّة، مما يعطي الكلمة طابعًا سلبيًا؛ في المقابل، تظهر «الروحانية» بشكل إيجابي على أنها مفهوم شخصي وذاتي بشكل كبير، ذات نطاق عالمي في قُدرتها فهم حياة المرء وتزويده بحقائق أعمق وأعظم. في الواقع، شهدت «الروحانية» تطوّرًا مماثلًا في العالم الغربي، من وقت اعتُبرت فيه مرادفًا للدين بمعناه الأصلي. واليوم، تتواصل الجهود من أجل «تفعيل» هذه المصطلحات، مع الأخذ قليلًا بعين الاعتبار استخدامها التاريخي في السياق الغربي، والافتراض الواقعي الواضح أن أساسها هو صفات ثابتة يمكن تحديدها باستخدام الإجراءات التجريبية.
افترض شنيتكر وإيمونز وجود انعكاسات لفهم الدين كأداة للبحث عن المعنى في المجالات النفسية الثلاثة المتمثلة في التحفيز والإدراك والعلاقات الاجتماعيّة. ترتبط الجوانب الإدراكية بالله والشعور بالحاجة لهدف، وترتبط الجوانب المحفزّة بالحاجة إلى السيطرة، كما أن البحث الدِّيني عن المعنى يحدث أيضًا في المجتمعات الاجتماعية.

## لمحة تاريخيّة

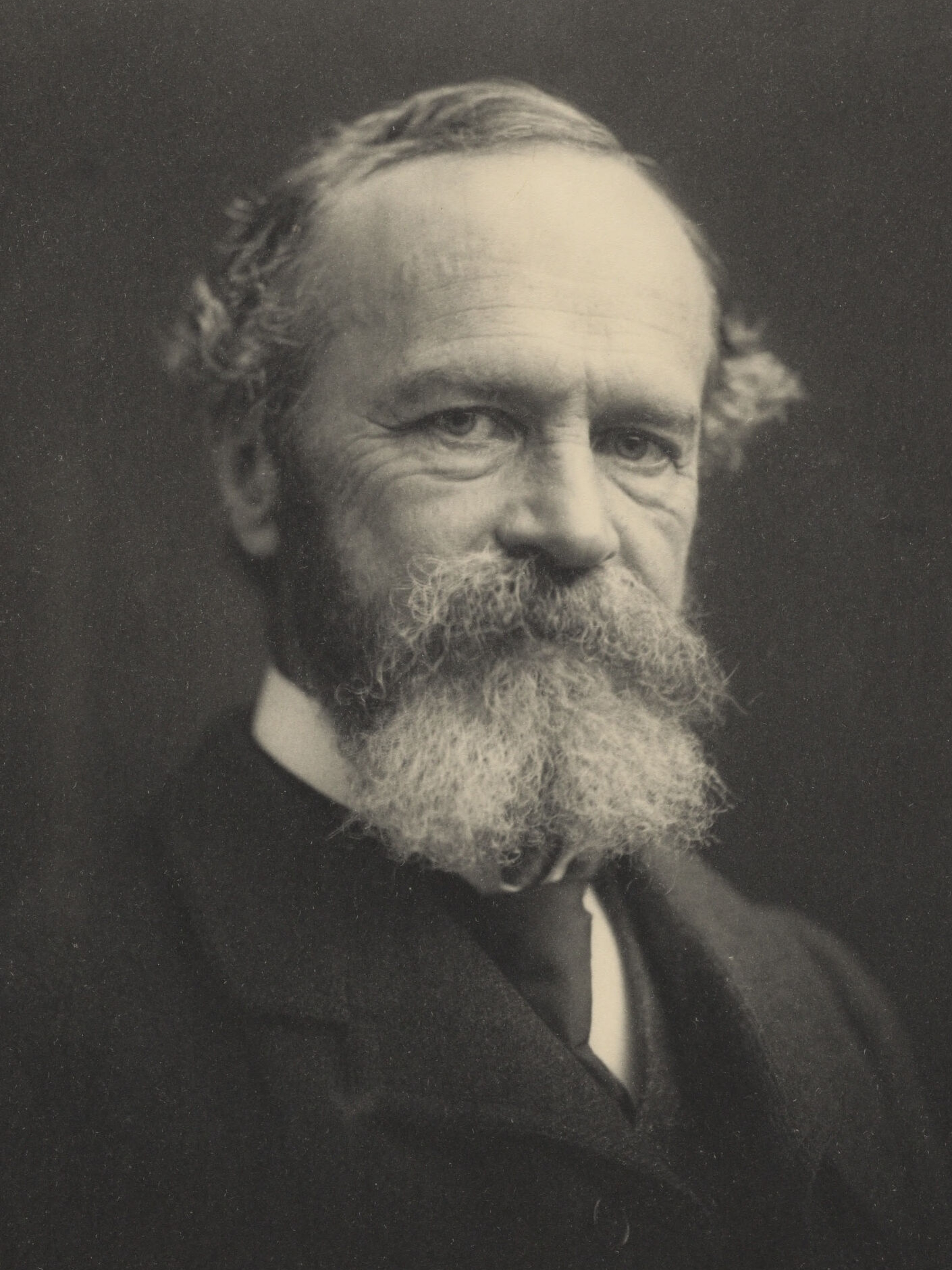
يعدّ عالم النفس الأمريكي ويليام جيمس (1842-1910) على نطاق واسع مؤسس علم نفس الأديان.

### ويليام جيمس
يعتبر عالم النفس والفيلسوف الأمريكي ويليام جيمس (1842-1910) من قبل معظم علماء النفس الدِّينيين مؤسس هذا المجال. شغل منصب رئيس الجمعية الأمريكية لعلم النفس، وكتب أحد أوائل كتب علم النفس. ما زال تأثير جيمس باقيًا في المجال النفسي للدِّين. يُعتبر كتابه «أصناف الخبرة الدينية» بمثابة العمل الكلاسيكي المعياري في هذا المجال، وكثيرًا ما يُشار إلى أفكار جيمس كمرجعيّة في المؤتمرات المهنية.
فرّق جيمس بين الدين المؤسسي والدين الشخصي. يُشير الدِّين المؤسسي إلى المجموعة أو المنظمة الدِّينية ويلعب دورًا هامًا في ثقافة المجتمع. يمكن تحقيق التجربة الدِينية الشخصيّة، عندما يمتلك الفرد خبرة صوفيّة، بغضّ النظر عن الثقافة السائدة في المجتمع. كان جيمس أكثر اهتمامًا بفهم التجربة الدِينية الشخصيّة.
أثناء دراسته للتجارب الدِينية الشخصيّة، قام جيمس بالتمييز بين التديُّن العقلاني والتديُّن المضطّرب. يميل الأفراد ذوي الصحة الجيدة إلى تجاهل الشرّ في العالم والتركيز على الإيجابيّة والخير. استخدم جيمس أمثلة من تجربة والت ويتمان وحركة «الفكر الجديد» الدِّينية لتوضيح مفهوم العقل السليم عبر كتاب أصناف الخبرة الدينية. على النقيض من ذلك، يُعتبر أصحاب التجربة الدينية المضطربة غير قادرين على تجاهل الشر والمعاناة ويحتاجون إلى تجربة موحَّدة، دينية أو غير دينية، للتفريق بين الخير والشر. استعان جيمس باقتباسات من ليو تولستوي وجون بونيان لتوضيح مفهوم الروح المضطربة.
تعتمد فرضية ويليام جيمس في البراغماتية على فعاليّة الدِّين. إذا كان الفرد مؤمنًا بالأعمال الدِّينيّة ويؤديها، مع إثبات تلك الأعمال لفعاليّتها، تُعتبر تلك الممارسة الدينية الخيار المناسب للفرد. وعلى أي حال، إن أظهرت تلك الأعمال الدِّينيّة فعاليّة منخفضة، فلا يوجد سبب منطقي لمواصلة هذه الممارسة.

### غيره من المنظرين الأوائل

#### جورج فيلهلم فريدريش هيغل
وصف جورج فيلهلم فريدريش هيغيل (1770-1831) جميع أنظمة الدِّين والفلسفة والعلوم الاجتماعية بأنّها تعبيرات عن الرغبة الأساسية للوعي في معرفة نفسه ومحيطه، وتسجيل النتائج والفرضيات التي توصّل إليها. وهكذا، فإن الدِّين ليس سوى شكل من أشكال هذا البحث عن المعرفة، إذ يسجل البشر خبراتهم وانعكاساتهم المختلفة. يقوم آخرون بتجميع وتصنيف هذه التسجيلات بطرق مختلفة، ويشكلون النظرة العالمية الموحدة كما هو موضح في الدِّين والفلسفة والعلوم الاجتماعيّة، وما إلى ذلك. كان كتابه «ظواهرية الروح» عبارة عن دراسة لكيفيّة استفادة الأنماط المختلفة من الكتابة والتفكير من الخبرات الفردية والجماعية السابقة لمختلف الأماكن والأزمنة بالإضافة إلى إعادة دمجها مع هذه الخبرات، ما يؤثر على الأشكال الحاليّة للمعرفة ووجهات النظر العالميّة التي تظهر في مجتمع ما. هذا النشاط هو نتاج عمل عقلي جماعي غير مكتمل، إذ يصل كل شخص إلى حكمة الآخرين وتجاربهم المسجّلة. غالبًا ما تضمنت أعماله أوصافًا مفصّلة عن الدوافع النفسية التي ينطوي عليها الفكر والسلوك، على سبيل المثال، صراع المجتمع أو الأّمة لمعرفة نفسها وبالتالي معرفة آلية الحكم المناسبة لها. في نظام هيغيل، يُعتبر الدِّين أحد المستودعات الرئيسية للحكمة التي لا بدّ من استخدامها في هذه الصراعات، إذ تُمثّل هذه المستودعات مجموعة ضخمة من الذكريات والتجارب المُستخلصة من تاريخ الإنسانية عبر مراحل مختلفة من تطوّرها.

## وصلات خارجية
- الرابطة الدولية للدراسة العلمية للدين نسخة محفوظة 12 يونيو 2017 على موقع واي باك مشين. (بالإنجليزية)